# Актау
Актау (каз. Ақтау, рус. Актау) је град Казахстану у Мангистауској области. Према процени из 2010. у граду је живело 172.904. становника.

## Становништво
Према процени, у граду је 2010. живело 172.904. становника.
| 1979.    | 1989.    | 1999.    |
| -------- | -------- | -------- |
| 110.575. | 159.245. | 143.396. |